# Ферганська область (Російська імперія)
40°31′43″ пн. ш. 70°56′33″ сх. д. / 40.528611111111° пн. ш. 70.9425° сх. д.
Ферганська область (рос. Ферганская область) — адміністративно-територіальна одиниця Російської імперії, Російської республіки і РРФСР у 1876–1924 роках.

## Географія
Охоплювала південно-східну частину Туркестанського генерал-губернаторства. До її склади входили гори Паміру. На півночі і північному заході межувала з Сирдар'їнською областю, на північному сході — з Семиріченською областю, на півдні — Афганістаном, на заході — з Бухарським еміратом і Самаркандською областю, на сході — з Китаєм (по Сарикольському хребту).

## Історія
У 1876 до Російської імперії було приєднано Кокандське ханство. 5 (17) березня того ж року рішенням Урядуючого Сенату було утворено Ферганську область. До 1894 року тривало протистоянням з китайською імперією Цін в Східному Памірі. Остаточно кордон було встановлено в 1894.
Впровадження російської системи оподаткування викликало у 1878 і 1882 року повстання у Ферганській долині.
У 1885 місцеве населення знову повстало в Ошському, Андижанському і Маргеланському повітах. Очільником був дервіш-хан. Втім збурення було швидко придушено колоніальною владою.
У 1891, 1892 і 1893 відбувалися нові повстання проти росіян під гаслами газавату в Кокандському, Ошському і Андижанському повітах.
Водночас розпочинається переселення християнського населення до області. 1893 року виникло перше російське поселення — село Покровське. У 1897 році до складу області була остаточно включена територія Східного Паміру, що складалася з двох волостей — Памірської і Оршорської.
1898 року відбулося Адижанське повстання. На меті його очільників було відновлення Кокандського ханства та боротьба з надмірними податками. В липні 1916 року внаслідок спротиву царського наказу щодо примусової мобілізації почалося нове повстання. Втім його до кінця місяця було придушено.
27 листопада 1917 року на IV надзвичайному Всемусульманському з'їзді, який відбувався в Коканді було оголошено про створення Туркестанської автономії, яку очолила Туркестанська тимчасова рада. У січні 1918 року після того, як у відповідь на пред'явлений ультиматум Шокай відмовився визнати владу Рад для знищення Туркестанської автономії з Москви в Ташкент прибуло 11 ешелонів з військами та артилерією. Оскільки Кокандська автономія не мала власної армії, тож після 64-денного існування 13 лютого 1918 року була розгромлена. 30 квітня 1918 року область стала частиною Туркестанської АРСР.
В 1918 році Ферганська область стала одним з центрів басмацтва, яких тут очолювали Мадамін-бек і Хал-Ходжа. У 1919 році радянська влада трималася лише в містах. До 1920 року область була місцем боротьби військ Туркестанської АРСР, яка створила Ферганський фронт, басмачів, Селянської армії Фергани. У вересні дві останні групи оголосили про створення Тимчасового автономного уряду Фергани. Лише у 1920 році владу захопила Туркестанська АРСР. Втім боротьба з басмацтвом тривала до 1930-х років.
27 жовтня 1924 року в результаті національно-територіального розмежування Ферганська область була розділена між Кара-Киргизькою автономною областю і Узбецькою РСР.

## Адміністративний устрій

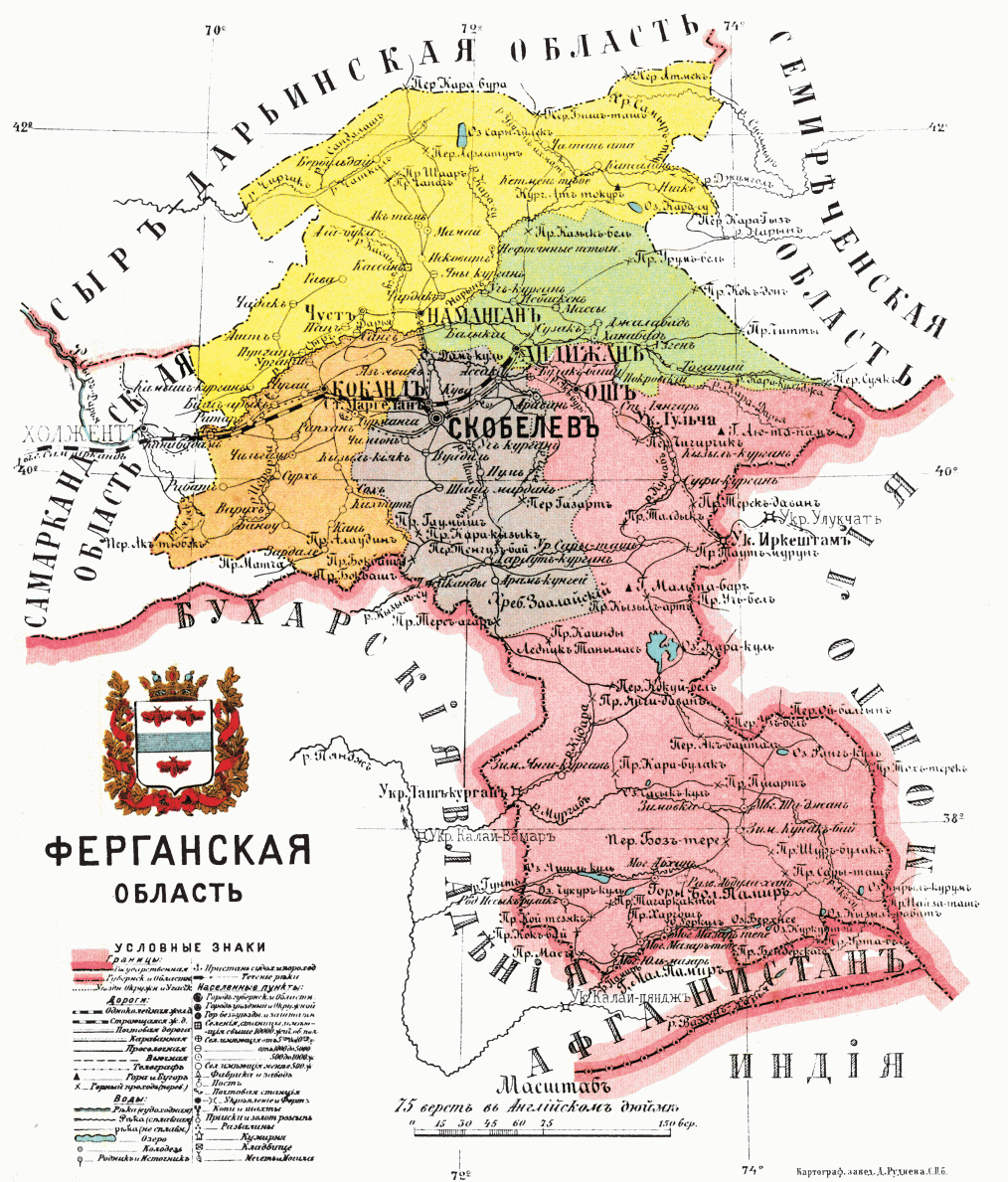
Поділ ферганської області

Спочатку центром був Коканд, потім Новий Маргелан. Область до 1887 року поділялася на 6 повітів — Маргеланській, Андижанський, Кокандський, Наманганський, Ошський, Чустський, а також Памір. 1887 року Чустський повіт увійшов до складу Наманганського.
На чолі стояв військовий губернатор, якому належала уся військова та цивільна справа. підпорядковувався туркестанському генерал-губернатору. Повітами керували повітові начальники. Останнім підпорядковувалися начальники відділень на чолі із біями.
Керував памірськими волостями начальник Змінного Памірського загону, штаб-квартира якого розташовувалася з 1891 року в Маргелані, з 1893 року — на Памірському Посту, з 1899 року — в Хорозі.

### Військові губернатори
- Михайло Скобелєв (1876—1877)
- Олександр Абрамов (1877—1883)
- Микола Іванов (1883—1887)
- Микола Корольков (1887—1893)
- Олександр Повало-Швейковський (1893—1898)
- Андрій Чайковський (1898—1901)
- Георгій Арандаренко (1901—1904)
- Василь Покотило (1904—1907)
- Володимир Сусанін (1907—1911)
- Олександр Гіппіус (1911—1917)

## Населення
Основу становили сарти, узбеки, киргизи і таджики. На 1897 рік мешкало в області 1 572 214 осіб, з яких сарти становили 788 989, киргизи — 201 579, узбеки — 153 780, таджики — 114 081, кашгарські уйгури — 14 915, тюркські кочові народи — 268 818, «росіян» (за них російський імперський уряд рахував росіян, білорусів та українців не розділяючи), за винятком військ, було 9750 осіб, бухарських жидів — 3113.
У 1905 в Ферганській області нараховувалося 1 млн. 794 тис. 700 жителів. На 1907 рік в Ферганськійобласті мешкало 24346 росіян, білорусів й українців, при цьому 2/3 — у містах. В 1917 року чисельність населення області склала 2 221 604 осіб.
Населення переважно мешкало у Ферганській долині. Найчисельнішими були Андижанський і Ошський повіти. Гори були населені значно слабкіше, а високогірні місцевості — Алай і Памір — залишалися майже безлюдні. На 1 км у всій області припадало 9,7 осіб, без урахування Паміру — 17, в оазисах — в середньому 135; на Памірі на 1 жителя припадало близько 26 км² території. Основними містами були Коканд, Андижан, Ош, Старий і Новий Маргелан, Чуст, Наманган.

## Економіка
Основу становило сільське господарство. Загальна площа оброблюваних земель становила 937 тис. га, з яких близько 690 було постійно оброблюваної, а решта — 200 га — в посушливі роки залишалися невикористаними за браком води для зрошення. Вирощували переважно пшеницю, рис, дурро, ячмінь і просо, а також кунжут, льон, рижій, мак, бобові рослини, тютюн, люцерну. Розвивалось шовківництво, шовк використовувався як місцевих потреб, так і йшов на експорт.
Ферганська область була одним з найважливіших центрів розведення бавовнику. У 1899 під американським бавовником у Ферганській області було 157 000 га, під місцевим — 12 000, з яких отримували близько 131 000 тон бавовни-сирцю, або понад 47 тонн чистого волокна. У 1900 році під бавовником було 205 га зі збором 64 тонни чистого волокна. Найбільша площа посівів бавовником була в Андижанському повіті. Бавовна очищався від насіння на водяних або парових заводах, яких в 1880 році було 2, а вже в 1890 році стало 21, в 1899 році — 93. Вартість отриманого щорічно бавовняного волокна становила близько 30 млн карб. Вивозу бавовни сприяло проведення 1899 року Середньоазійської залізниці. Криза в цій галузі настала в часи Першої світової війни, коли ціна на бавовну впала.
Сприятливі ґрунти й кліматичні умови сприяли вирощуванні у великій кількості баштанних культур, розвитку садівництва. Найбільші площі займали абрикоси, персики, айва та виноград.
Скотарство було слабко розвинено. Тому доводилося закупляти худобу у сусідніх областях, насамперед Сирдар'їнській й Семиріченській.
Більшість корисних копалень не розроблялося, незважаючи на відомості про них. Перші свердловини пробурено 1885 року. Систематична розробка нафтових родовищ почалася лише наприкінці 1901 року, хоча окремі свердловини існували і раніше. 1908 року ферганські нафтовики об'єдналися з ташкентськими у Середньоазійське нафтове торгове товариство. Кам'яне вугілля зустрічався також у багатьох місцях; не відрізняючись якістю, він йшов тільки на паливо.
Промисловість, окрім обробки бавовни, була слабко розвинена. Основу складали ремісничо-кустарні підприємства, зокрема борошномельні, маслоробні і ткацькі, керамічні. Разом з тим Коканд став знаним банківським центром, перевищивши за кількістю банків Ташкент.
Окрім худоби до області завозили мануфактурні товари, метали, галантерейні і колоніальні товари, зокрема чай.
На Сирдар'ї було створено 15 поромних переправ для населення та переправлення вантажів. Сполучення з Алаєм, Паміром, Каратегіном, Кашгаром і Семиріччям здійснювалося в'ючних шляхом стежками, що йшли частково через високі, доступні лише протягом літнього часу перевали.

### Пошта
Поштові тракти проходили між містами Ош — Андижан, Наманган — Чуст — Коканд і Новий Маргелан — Наманган.

### Статистика
З 1889 по 1901 року щорічно видавалися збірки «Огляду Ферганській області», а у 1902—1904 роках — «Щорічник Ферганської області», з 1905 до 1916 року — збірки «Статистичного огляду Ферганській області», присвяченні населенню і господарству.

## Медицина
У 1899 в області було 14 лікарів, 36 фельдшерів і фельдшерських, 9 повитух, 11 лікувальних закладів на 155 ліжок, 3 аптеки (без врахування військових). У 1899 році в Новому Маргелані діяло Ферганське медичне товариство, яке складалося з 43 членів.
На Хазрет-аюбських мінеральних джерелах в Андижанському повіті поблизу села Джалал-Абад в 1885 році була влаштована санітарна станція, на час сезону відкривався лазарет на 25 осіб.

## Релігія й освіта
Практично усе населення (99 %) сповідувало сунізм, 1 % слов'ян-переселенців були православними. Останні мали 7 храмів.
Освіта поділялася для росіян та місцевого населення. Для перших в 1899 році існувало 3 училища, жіноча прогімназія, 7 парафіяльних однокласних училищ, 2 жіночі парафіяльні училища. Для дітей місцевого населення функціонувало 7 початкових шкіл з вечірніми курсами для дорослих.